# Літтл-Фоллс (місто, Нью-Йорк)
Літтл-Фоллс (англ. Little Falls) — місто (англ. city) в США, в окрузі Геркаймер штату Нью-Йорк. Населення — 4605 осіб (2020).

## Географія
Літтл-Фоллс розташований за координатами 43°2′41″ пн. ш. 74°51′24″ зх. д. / 43.04472° пн. ш. 74.85667° зх. д. (43.044835, -74.856688).  За даними Бюро перепису населення США в 2010 році місто мало площу 10,33 км², з яких 9,94 км² — суходіл та 0,39 км² — водойми.

## Демографія
Згідно з переписом 2010 року, у місті мешкало 4946 осіб у 2192 домогосподарствах у складі 1170 родин. Густота населення становила 479 осіб/км².  Було 2665 помешкань (258/км²).
Расовий склад населення:
| - 96,8 % — білих - 0,6 % — чорних або афроамериканців - 0,5 % — азіатів - 0,1 % — корінних американців |

До двох чи більше рас належало 1,6 %. Частка іспаномовних становила 1,4 % від усіх жителів.
За віковим діапазоном населення розподілялося таким чином: 22,7 % — особи молодші 18 років, 59,1 % — особи у віці 18—64 років, 18,2 % — особи у віці 65 років та старші. Медіана віку мешканця становила 41,1 року. На 100 осіб жіночої статі у місті припадало 88,3 чоловіків;  на 100 жінок у віці від 18 років та старших — 87,2 чоловіків також старших 18 років.
Середній дохід на одне домашнє господарство  становив 49 096 доларів США (медіана — 38 897), а середній дохід на одну сім'ю — 61 875 доларів (медіана — 51 796). Медіана доходів становила 38 616 доларів для чоловіків та 35 192 долари для жінок. За межею бідності перебувало 20,2 % осіб, у тому числі 23,9 % дітей у віці до 18 років та 20,4 % осіб у віці 65 років та старших.
Цивільне працевлаштоване населення становило 2022 особи. Основні галузі зайнятості: освіта, охорона здоров'я та соціальна допомога — 26,0 %, виробництво — 22,6 %, роздрібна торгівля — 11,4 %, мистецтво, розваги та відпочинок — 7,3 %.